# Olympique Gymnaste Club de Nice 1933-1934
Questa voce raccoglie le informazioni riguardanti l'Olympique Gymnaste Club de Nice nelle competizioni ufficiali della stagione 1933-1934.

## Maglie e sponsor
| Manica sinistra · Maglietta · Maglietta · Manica destra · Pantaloncini · Calzettoni |

## Rosa
| N. |                     | Ruolo | Calciatore          |
| -- | ------------------- | ----- | ------------------- |
|    | Francia (bandiera)  | P     | Joseph Bessero      |
|    | Francia (bandiera)  | P     | Charles Cancelloni  |
|    | Francia (bandiera)  | P     | Raoul Chaisaz       |
|    | Francia (bandiera)  | D     | Jean Cauvin         |
|    | Francia (bandiera)  | D     | Robert Costamagna   |
|    | Francia (bandiera)  | D     | Lucien Magnon       |
|    | Austria (bandiera)  | D     | Johann Tandler      |
|    | Francia (bandiera)  | C     | Alexis Audoly       |
|    | Francia (bandiera)  | C     | Jean Bouthiaux      |
|    | Italia (bandiera)   | C     | Alberto Broglio     |
|    | Francia (bandiera)  | C     | Jean Brusini        |
|    | Italia (bandiera)   | C     | Edmondo Della Valle |
|    | Svizzera (bandiera) | C     | Edmond Kramer       |
|    | Italia (bandiera)   | C     | Giovanni Lardi      |

| N. |                     | Ruolo | Calciatore              |
| -- | ------------------- | ----- | ----------------------- |
|    | Francia (bandiera)  | C     | Georges Logez           |
|    | Austria (bandiera)  | C     | Christian Reicht        |
|    | Italia (bandiera)   | C     | Francesco Rier          |
|    | Ungheria (bandiera) | C     | Edouard Schubert        |
|    | Francia (bandiera)  | C     | Gaston Sémeria          |
|    | Ungheria (bandiera) | C     | Rezső Somlai-Stolzparth |
|    | Francia (bandiera)  | C     | Alexandre Villaplane    |
|    | Francia (bandiera)  | A     | Jean Bouthiaux          |
|    | Francia (bandiera)  | A     | Édouard Crut            |
|    | Francia (bandiera)  | A     | Jean Gérin              |
|    | Francia (bandiera)  | A     | Robert Jacob            |
|    | Ungheria (bandiera) | A     | Laszlo Kalix            |
|    | Francia (bandiera)  | A     | Albert Rode             |
|    | Francia (bandiera)  | A     | Raymond Sentubéry       |